# Марко Сау
Марко Сау (італ. Marco Sau, нар. 3 листопада 1987, Соргоно) — італійський футболіст, нападник.
Виступав за національну збірну Італії.

## Клубна кар'єра
Народився 3 листопада 1987 року в місті Соргоно. Вихованець юнацьких команд футбольних клубів «Тонара» та «Кальярі».
У дорослому футболі дебютував 2007 року виступами за команду «Манфредонія» з третього італійського дивізіону, в якій провів один сезон на правах оренди. 
Протягом наступних чотирьох років провів, також на орендних умовах, по одному сезону у друголіговому «АльбіноЛеффе», командах третього дивізіону «Лекко» і «Фоджа», а також у «Юве Стабія», ще одному представнику Серії B.
Після успішного сезону 2011/12, проведеного в останній команді, в якому він відзначися 21 голом у 36 іграх другого дивізіону, Сау нарешті приєднався до основної команди «Кальярі». Відразу отримав довіру тренерського штабу і в першому ж сезоні з 12-ма забитими голами став найкращим бомбардиром сардинської команди. Загалом за шість з половиною сезонів провів понад 200 матчів за «Кальярі» в різних турнірах, відзначившись 49-ма голами.
Першу половину 2019 року провів у «Сампдорії», у складі якої за цей час лише п'ять разів виходив на заміну, після чого уклав дворічний контракт з  «Беневенто». Допоміг команді у першому ж сезоні здобути підвищення в класі до Серії A, здобувши впевнену перемогу у змаганні в Серії B. Сезон 2020/21 відіграв у її складі у найвищому італійському дивізіоні, після чого ще один сезон грав у другому дивізіоні.

## Виступи за збірну
У травні 2013 року провів свій перший і єдиний офіційний матч у складі національної збірної Італії.

## Статистика виступів

### Статистика клубних виступів
Станом на 24 серпня 2022
| Сезон                 | Команда               | Чемпіонат             | Чемпіонат | Чемпіонат | Національний кубок | Національний кубок | Національний кубок | Континентальні кубки | Континентальні кубки | Континентальні кубки | Інші змагання | Інші змагання | Інші змагання | Усього | Усього |
| Сезон                 | Команда               | Ліга                  | Ігор      | Голів     | Ліга               | Ігор               | Голів              | Ліга                 | Ігор                 | Голів                | Ліга          | Ігор          | Голів         | Ігор   | Голів  |
| --------------------- | --------------------- | --------------------- | --------- | --------- | ------------------ | ------------------ | ------------------ | -------------------- | -------------------- | -------------------- | ------------- | ------------- | ------------- | ------ | ------ |
| 2007–08               | «Манфредонія»         | C1                    | 31        | 10        | КІ-C               | 1                  | 1                  | -                    | -                    | -                    | -             | -             | -             | 32     | 11     |
| 2008–09               | «АльбіноЛеффе»        | B                     | 18        | 0         | КІ                 | 0                  | 0                  | -                    | -                    | -                    | -             | -             | -             | 18     | 0      |
| 2009–10               | «Лекко»               | ЛП1Д                  | 30        | 4         | КІ-ЛП              | 3                  | 1                  | -                    | -                    | -                    | -             | -             | -             | 33     | 5      |
| 2010–11               | «Фоджа»               | ЛП1Д                  | 33        | 20        | КІ-ЛП              | 6                  | 3                  | -                    | -                    | -                    | -             | -             | -             | 39     | 23     |
| 2011–12               | «Юве Стабія»          | B                     | 36        | 21        | КІ                 | 0                  | 0                  | -                    | -                    | -                    | -             | -             | -             | 36     | 21     |
| 2012–13               | «Кальярі»             | A                     | 30        | 12        | КІ                 | 0                  | 0                  | -                    | -                    | -                    | -             | -             | -             | 30     | 12     |
| 2013–14               | «Кальярі»             | A                     | 30        | 6         | КІ                 | 1                  | 0                  | -                    | -                    | -                    | -             | -             | -             | 31     | 6      |
| 2014–15               | «Кальярі»             | A                     | 28        | 7         | КІ                 | 2                  | 2                  | -                    | -                    | -                    | -             | -             | -             | 30     | 9      |
| 2015–16               | «Кальярі»             | B                     | 28        | 10        | КІ                 | 3                  | 1                  | -                    | -                    | -                    | -             | -             | -             | 31     | 11     |
| 2016–17               | «Кальярі»             | A                     | 34        | 7         | КІ                 | 1                  | 1                  | -                    | -                    | -                    | -             | -             | -             | 35     | 8      |
| 2017–18               | «Кальярі»             | A                     | 29        | 2         | КІ                 | 1                  | 0                  | -                    | -                    | -                    | -             | -             | -             | 30     | 2      |
| 2018-січ. 2019        | «Кальярі»             | A                     | 14        | 1         | КІ                 | 1                  | 0                  | -                    | -                    | -                    | -             | -             | -             | 15     | 1      |
| Усього за «Кальярі»   | Усього за «Кальярі»   | Усього за «Кальярі»   | 193       | 45        |                    | 9                  | 4                  |                      | -                    | -                    |               | -             | -             | 202    | 49     |
| січ.-черв. 2019       | «Сампдорія»           | A                     | 5         | 0         | КІ                 | 0                  | 0                  | -                    | -                    | -                    | -             | -             | -             | 5      | 0      |
| 2019–20               | «Беневенто»           | B                     | 31        | 13        | КІ                 | 1                  | 0                  | -                    | -                    | -                    | -             | -             | -             | 32     | 13     |
| 2020–21               | «Беневенто»           | A                     | 24        | 4         | КІ                 | 1                  | 0                  | -                    | -                    | -                    | -             | -             | -             | 25     | 4      |
| 2021–22               | «Беневенто»           | B                     | 12        | 1         | КІ                 | 1                  | 0                  | -                    | -                    | -                    | -             | -             | -             | 13     | 1      |
| Усього за «Беневенто» | Усього за «Беневенто» | Усього за «Беневенто» | 67        | 18        |                    | 3                  | 0                  |                      | -                    | -                    |               | -             | -             | 70     | 18     |
| Усього за кар'єру     | Усього за кар'єру     | Усього за кар'єру     | 408       | 116       |                    | 22                 | 9                  |                      | -                    | -                    |               | -             | -             | 430    | 125    |

### Статистика виступів за збірну
| Дата      | Місто   | Господарі | Результат | Гості      | Турнір           | Голи | Примітки |
| --------- | ------- | --------- | --------- | ---------- | ---------------- | ---- | -------- |
| 31-5-2013 | Болонья | Італія    | 4 – 0     | Сан-Марино | товариський матч | -    | 49'      |
| Усього    |         | Матчів    | 1         |            | Голів            | 0    |          |